# Gunungiella segsafiazga
Gunungiella segsafiazga är en nattsländeart som beskrevs av Malicky och Chantaramongkol 1993. Gunungiella segsafiazga ingår i släktet Gunungiella och familjen stengömmenattsländor. Inga underarter finns listade i Catalogue of Life.